# Amityville 4
Amityville IV: The Evil Escapes (conocida en México como El escape del demonio y en España como Amityville 4: La Fuga del Demonio) es una película de terror de 1989 dirigida por Sandor Stern. Concebida como una película de televisión de NBC, es la cuarta entrega de la saga iniciada por Terror en Amityville. Distribuida en vídeo por Vidmark Entertainment, posteriormente fue editada en DVD por Allumination Filmworks en 2003 y 2007.

## Argumento
Tras haber oído las leyendas que corren sobre el lugar, el padre Kibbler y el padre Manfred visitan la casa de Amityville. Kibbler descubre en una de las habitaciones una antigua lámpara que intenta hacerle daño y, tan solo con su energía, hace que salga despedido contra la pared y acabe en el hospital. Después del incidente, los muebles de la casa son puestos a la venta. Helen Royce se interesa por la extraña lámpara y decide comprarla para enviársela como regalo a su hermana Alice, que vive en Rohan Island. En uno de sus intentos por tocarla, la lámpara le hace una herida en la mano a la que ella no da mayor importancia. Una vez que Helen le ha remitido la lámpara, comienza a sufrir una extraña especie de tétanos que la manda al hospital. 
Mientras tanto, Alice Leacock recibe la lámpara en Rohan Island. También recibe a su hija Nancy, que luego de la muerte de su esposo se ve obligada a ir a vivir con su mamá por un tiempo, acompañada de sus 3 hijos: Jessica, Amanda y Bryan. Es entonces cuando el demonio que habita en la lámpara cobra fuerza y comienza a manifestar energías para lograr hacerle daño a la familia recién mudada. Además logra atascar la señal del teléfono, impidiéndoles comunicarse y recibir llamadas.
En Amityville, el padre Kibbler logra recuperarse y cuando el padre Manfred le cuenta sobre la maldición de la famosa casa, Kibbler comienza su búsqueda para averiguar quién compró la lámpara. Por fin logra encontrar a Helen Royce, quién para su mala suerte muere en su primer encuentro. Una de las amigas de Helen  informa al padre Kibbler de que la lámpara se encuentra bajo el techo de la hermana de Helen, en Rohan Island. Pero con la conexión telefónica interrumpida le resulta imposible comunicarse con ella. Entonces Kibbler decide viajar a Rohan Island en busca de Alice Lecock y su familia, a esa alturas ya están viviendo un auténtico infierno.

## Reparto
- Patty Duke - Nancy Evans
- Jane Wyatt - Alice Leacock
- Fredric Lehne - Padre Kibbler
- Lou Hancock - Peggy
- Brandy Gold - Jessica Evans
- Zoe Trilling - Amanda Evans
- Aron Eisenberg - Brian Evans
- Norman Lloyd - Padre Manfred
- Robert Alan Browne - Donald McTear
- Gloria Cromwell - Rhoda
- James Stern - Danny Read
- Peggy McCay - Helen Royce

## Continuidad
La casa fue destruida al final de la entrega anterior, pero aun así logra hacer una aparición en esta secuela. Normalmente las películas posteriores a Amityville 3-D no retoman lo que la última película dejó en suspenso, por lo que nunca se ha dado ninguna explicación sobre cómo es que la casa sigue en pie. Es posible que lo contado en esta entrega tuviera lugar antes de lo sucedido en Amityville 3-D, ya que ahora la casa se encuentra desierta. Los muebles abandonados podrían pertenecer a la familia Lutz, que protagonizó la primera película.